# 八角魚
八角魚，為八角魚科八角魚屬的唯一一種，為溫帶海水魚，分布於東北大西洋區，從白海、冰島、英吉利海峽至波羅的海南部海域，棲息深度0-270公尺，體長可達21公分，棲息在近岸砂底質底層水域，以甲殼類及多毛類為食，繁殖期在2至4月，卵產在海草，卵數量2500-3000顆，可作為觀賞魚。